# Vũ Hồng Việt
Vũ Hồng Việt (sinh ngày 16 tháng 3 năm 1979) là một huấn luyện viên và cựu cầu thủ bóng đá người Việt Nam. Hiện nay, ông đang là huấn luyện viên trưởng của câu lạc bộ Thép Xanh Nam Định.
Thời còn thi đấu, Vũ Hồng Việt chơi ở vị trí tiền vệ cho các câu lạc bộ Hoàng Anh Gia Lai, Hà Nội ACB và Hòa Phát Hà Nội.

## Tiểu sử
Vũ Hồng Việt sinh năm 1979 tại Hà Nội.

## Sự nghiệp cầu thủ
Năm 1997, Vũ Hồng Việt được huấn luyện viên Hoàng Văn Phúc bổ sung vào đội U19 Hà Nội. Sự nghiệp thi đấu của ông được đánh dấu đỉnh cao vào giai đoạn các năm 2003–2004 khi ông khoác áo câu lạc bộ Hoàng Anh Gia Lai và cùng đội bóng phố Núi lên ngôi vô địch V.League 2003 và 2004.
Trước khi giải nghệ, Vũ Hồng Việt còn khoác áo đội bóng Hòa Phát Hà Nội của bầu Kiên.

## Sự nghiệp huấn luyện viên
Năm 2011, Vũ Hồng Việt chuyển sang công tác huấn luyện, đi lên từ vai trò trợ lý.
Tháng 4 năm 2017, ông dẫn dắt đội U-19 Việt Nam giành chức vô địch giải U19 Quốc tế báo Thanh niên tại Nha Trang.
Tháng 6 năm 2017, ông dẫn dắt U-15 Việt Nam đoạt ngôi Á quân giải U15 quốc tế tổ chức tại Đà Nẵng. Tháng 7 năm 2017, ông cùng U15 Việt Nam lên ngôi vô địch ở giải U15 Đông Nam Á tại Chonburi, Thái Lan.
Tháng 3 năm 2018, ông dẫn dắt U19 Việt Nam giành chức vô địch giải U19 Quốc tế 2018 tại Gia Lai.
Vũ Hồng Việt cũng dẫn dắt đội U19 Hà Nội giành 4 chức vô địch giải U19 quốc gia vào các năm 2014, 2016, 2017 và 2019.
Tháng 5 năm 2019, Vũ Hồng Việt được bổ nhiệm làm huấn luyện viên trưởng câu lạc bộ Quảng Nam, thay thế ông Hoàng Văn Phúc khi đội bóng đang ngấp nghé ở bờ vực rớt hạng. Trong lần đầu tiên dẫn dắt một câu lạc bộ tại V.League, ông Việt đã đưa đội bóng xứ Quảng trụ hạng thành công.
Sau khi chia tay Quảng Nam vào đầu năm 2020, Vũ Hồng Việt thường xuyên góp mặt trong thành phần ban huấn luyện của đội U-22, U-23 và đội tuyển quốc gia Việt Nam với vai trò trợ lý cho huấn luyện viên Park Hang-seo.
Cuối tháng 8 năm 2022, Vũ Hồng Việt có lần thứ 2 cầm quân tại V.League 1 khi nhận lời dẫn dắt Nam Định thay thế cho ông Nguyễn Văn Sỹ. Ngay trận đầu tiên cầm quân tại Nam Định, ông đã giúp đội bóng này thi đấu ấn tượng khi ngược dòng đánh bại SHB Đà Nẵng 2–1 trên sân nhà.

## Đề cử giải Fair Play
Trong trận đấu giữa Việt Nam và Indonesia tại AFF Cup 2020, Vũ Hồng Việt đã có tình huống chạy vào sân sơ cứu giúp một cầu thủ đội bạn bị đau, trước khi lực lượng y tế có mặt. Đáng chú ý, trận này đội Indonesia đá rát và khiến nhiều cầu thủ Việt Nam bị đau nhưng trợ lý của đội tuyển đã không ngần ngại giúp đối thủ khi gặp nạn. Hành động này sau đó lọt vào top 5 đề cử chính thức cho giải thưởng Fair Play 2021.

## Thống kê sự nghiệp huấn luyện
Tính đến ngày 7 tháng 4 năm 2023
| Câu lạc bộ     | Từ               | Đến              | Số liệu thống kê | Số liệu thống kê | Số liệu thống kê | Số liệu thống kê | Số liệu thống kê |
| Câu lạc bộ     | Từ               | Đến              | ST               | T                | H                | B                | %T               |
| -------------- | ---------------- | ---------------- | ---------------- | ---------------- | ---------------- | ---------------- | ---------------- |
| Quảng Nam      | 25 tháng 5, 2019 | 29 tháng 6, 2020 | 28               | 9                | 8                | 11               | 032,14           |
| Nam Định       | 26 tháng 8, 2022 | —                | 18               | 6                | 5                | 7                | 033,33           |
| Tổng sự nghiệp | Tổng sự nghiệp   | Tổng sự nghiệp   | 46               | 15               | 13               | 18               | 032,61           |

## Danh hiệu trong sự nghiệp huấn luyện
Thép Xanh Nam Định
- V.League 1: 2023–24
- Siêu cúp Quốc gia: 2023–24